# Nikolai Stepulov
Nikolai Stepulov (Narva, 20 de março de 1913 – Tallinn, 2 de janeiro de 1968) foi um pugilista estoniano que competiu nos Jogos Olímpicos de Verão de 1936.
Em 1936 ganhou a medalha de prata na categoria leve depois de perder a final contra Imre Harangi.